# The Gnome
«The Gnome» es una canción interpretada por la banda británica de rock psicodélico Pink Floyd, compuesta por el primer líder de la banda, Syd Barrett. La canción narra el cuento de un gnomo llamado Grimble Gromble y de las actividades que este con otros gnomos realizaba.
La canción está incluida en su álbum debut The Piper at the Gates of Dawn y como Cara B del sencillo "Flaming", lanzado en Estados Unidos. Este sencillo nunca fue distribuido en el Reino Unido.

## Versiones alternativas
El actor británico Nigel Planer grabó esta canción bajo el nombre y pretexto de Neil, su personaje en su comedia de situación The Young Ones, en 1984. Apareció en su álbum Heavy Concept.

## Personal
- Syd Barrett - guitarras sajonas de 6 y de 12 cuerdas, voz principal
- Rick Wright - Celesta, vibráfono, voz de acompañamiento
- Roger Waters - bajo, voz de acompañamiento
- Nick Mason - bloques, bloque chino, platillo